# Mỹ vị thiên vương
Mỹ Vị Thiên Vương (Trung quốc: 美味天王, tiếng Anh: A Recipe for the Heart) là bộ phim truyền hình hài hước lấy đề tài về ẩm thực của TVB. Phim được sản xuất bởi giám chế Lương Gia Thụ, với sự tham gia của các diễn viên chính Âu Dương Chấn Hoa, Quan Vịnh Hà, Thẩm Điện Hà, Tần Bái, Cổ Thiên Lạc, Trương Khả Di, Tuyên Huyên, cùng nhiều ngôi sao khác của TVB góp mặt trong các vai diễn khách mời. Phim lên sóng lần đầu tiên vào ngày trong tuần từ ngày 10 tháng 11 cho đến ngày 20 tháng 12 năm 1997 trên kênh TVB Jade lúc 7:30 đến 8:30 tối.
Phim từng được phát lại vào năm 2005 từ thứ 2 đến thứ 5 vào lúc 10:45 đến 11:45 sáng.

## Nội dung
Trong trận thi tài ẩm thực giữa Kim Nhất Sơn (Âu Dương Chấn Hoa) và thần bếp Tần Vạn Thạch (Tần Bái), Kim Nhất Sơn đã vô tình làm tiêu rơi vào dĩa thức ăn của Tần Vạn Thạch khi hắt xì hơi, kết quả khiến cho thức ăn của Tần Vạn Thạch có mùi vị kỳ lạ và Kim Nhất Sơn đã giành phần thắng. Sau khi thua cuộc,Tần Văn Thạch đã phát điên và biến mất không để lại một tung tích. Sau khi Tần Văn Thạch bỏ đi, nhà hàng Mỹ Vị Hương của ông làm ăn được con gái ông là Tần Tố Tố (Quan Vịnh Hà) tiếp quản. Tuy nhiên Tố Tố là một đầu bếp dở tệ nên đã khiến công việc làm ăn của nhà hàng rơi vào cảnh ế ẩm. Kim Nhất Sơn vì cảm thấy cắn rứt lương tâm về chuyện của năm xưa nên đã đổi tên thành Điền Vị Cát đến mua lại nhà hàng và dạy Tố Tố cách nấu ăn. Mặc dù nghi ngờ Điền Vị Cát có mưu đồ nhưng mẹ của Tố Tố là Thang Viên Viên (Thẩm Điện Hà) vẫn chấp nhận đề nghị của Vị Cát để cứu lấy nhà hàng.

## Diễn viên

### Nhân vật chính
- Âu Dương Chấn Hoa vai Kim Nhất Sơn / Điền Vị Cát / Điền Vị Tranh

Là thần bếp đã thắng Tần Văn Thạch một cách không công bằng, nên để bù đắp lại, anh lấy tên Điền Vị Cát để mua lại 51% cổ phần nhà hàng Mỹ Vị Hương của Tần Đại Thạch đang trong bờ vực phá sản.
- Quan Vịnh Hà vai Tần Tố Tố

Con gái của Tần Văn Thạch và Thang Viên Viên. Mặc dù nấu ăn dở tệ nhưng cô vẫn cố gắng hết sức để cứu nhà hàng "Mỹ Vị Hương" khỏi tình cảnh khủng hoảng
- Tần Bái vai Tần Văn Thạch

Chủ cũ của nhà hàng "Mỹ Vị Hương." Sau khi thua Kim Nhất Sơn trong cuộc thi tài ẩm thực, ông đã phát điên và mất hết trí nhớ.
- Thẩm Điện Hà vai Thang Viên Viên

Vợ của Tần Văn Thạch, mẹ của Tần Tố Tố và là quản lý của nhà hàng "Mỹ Vị Hương." Bà cho rằng sự mất tích của Tần Văn Thạch là lỗi của Kim Nhất Sơn. 
- Cổ Thiên Lạc vai Kiều Bá Cao

Là người kế thừa của nhà hàng đối thủ của "Mỹ Vị Hương." Hạ Tân Tân ban đầu hiểu lầm anh là Kim Nhất Sơn vì anh có thể nấu những món ăn tương tự như Nhất Sơn
- Trương Khả Di vai Hạ Tân Tân

Một nhà phê bình thực phẩm người là một người sành ăn. Cô đã viết một bài đánh giá tiêu cực về nhà hàng "Mỹ Vị Hương" vì tài nấu ăn dở tệ của Tố Tố. Sau này cô đã nảy sinh tình cảm với Kiều Bá Cao.

### Nhân vật phụ
- Đặng Nhất Quân vai Lâm Tiểu Tranh

Đệ tử kiêm phụ tá của Kim Nhất Sơn
- Tuyên Huyên vai Lương San San

Bạn học cũ và người hâm mộ của Điền Vị Cát 
- Trương Đạt Minh vai Hà B Tử

Sư phụ của Điền Vị Cát và Lương Sảng Sảng.
- Lâm Hiểu Phong vai Hà Tiểu Kính

Phụ tá của Kiều Bá Cao
- Sở Nguyện vai Dư Hữu Bảo

Chủ nhà hàng cạnh tranh với "Mỹ Vị Hương" 
- Phùng Tố Ba vai Vương Quyên Quyên

Vợ của Dư Hữu Bảo.
- Tống Chi Linh vai Kỷ Liêm Liêm

Bồi bàn tại "Mỹ Vị Hương"
- Quan Hải Sơn vai Khương Liêm

Giám khảo cuộc thi nấu ăn

### Khách mời
- Hạ Thiều Thanh vai Hồ Thiên Trạch
- Hồ Phong vai Hồ Tu Tu (胡修修)
- Tiết Gia Yến vai Yên Trân Trân (燕珍珍)
- Quách Thiếu Văn vai Hoa Dung Dung (花蓉蓉)
- La Mãng vai Châu Đại Hùng (朱大雄)
- Trần Pháp Dung vai Fanny
- Trần Cẩm Hồng vai Bác sĩ Huỳnh Lục (黃綠醫生)
- Trương Tông Kỳ vai nhân viên
- Trương Gia Huy vai A Huy (亞輝) - cấp dưới của Bá Cao
- Lê Bỉ Đắc vai kẻ bịp bợm
- Lê Tuyên vai người phụ nữ điếc
- Lê Diệu Tường vai Đại Xà Xuân (大蛇春) / Xuân Ca (春哥)
- Lâm Bảo Di vai Trần Hoan Hỷ (陳歡喜)
- Lâm Gia Đống vai Hạo Giai (浩佳)
- La Gia Anh vai Tưởng Yểu Sinh (蔣天生)
- La Gia Lương vai Thủy Hầu Lão (水喉佬)
- Lưu Đan vai Lâm Kim Thành (林金成)
- Lương Vinh Trung
- Lương Dĩnh Nhan vai Ba Thái Liên (菠菜蓮)
- Mạch Trường Thanh vai tên ăn trộm
- Dương Thiên Hoa vai Vưu Gia Gia (尤嘉嘉)
- Ngô Gia Lạc vai A Thủy (亞水)
- Tưởng Chí Quang vai Lý Thiêm Phúc (李添福)
- Dư Tử Minh vai Bành Đông (彭東)

## Nhạc phim

### Ca khúc chủ đề
- Mamma Mia - Âu Dương Chấn Hoa, Trương Khả Di, Tần Bái, Tuyên Huyên, Quan Vịnh Hà, Thẩm Điện Hà

### Nhạc dạo[1]
| Người hát                          | Tựa bài hát                                       | Ca sĩ                        | Ghi chú        |
| ---------------------------------- | ------------------------------------------------- | ---------------------------- | -------------- |
| Thẩm Điện Hà, Quan Vịnh Hà         | Yêu càng nhiều (愛更多)                           |                              | Tập 6          |
| Thẩm Điện Hà, Tần Bái              | 種情苗                                            |                              | Tập 7, tập 15  |
| La Mãng                            | You are my love, you are my angel                 |                              | tập 7          |
| Âu Dương Chấn Hoa, Quan Vịnh Hà    | La La Song (囉囉攣)                               |                              | tập 9, tập 22  |
| Âu Dương Chấn Hoa, Quan Vịnh Hà    | Tình yêu sưởi ấm trái tim (愛在心內暖)            | Trịnh Thiếu Thu, Lý Chỉ Linh | tập 10, tập 27 |
| Đặng Nhất Quân, Lâm Hiểu Phong     | Bài hát tiếng bê kêu (咩歌)                       |                              | tập 11         |
| Tống Chi Linh                      | Có con chim rơi xuống nước (有隻雀仔跌落水)       |                              | tập 11         |
| Tống Chi Linh                      | Yêu trăm lần (愛心一百次) - nhạc phim Hiệp Sĩ Lợn | Đới Ân Linh                  | tập 11         |
| Đặng Nhất Quân, La Mãng            | Không quên được em (難忘你)                       | Na Vong Nhĩ                  | tập 12         |
| Tần Bái, Tiết Gia Yến              | Điệu tango tình yêu (愛的探戈)                    |                              | tập 13, tập 21 |
| Cổ Thiên Lạc, Trương Khả Di        | Ở rừng rậm và đồng bằng (在森林和原野)            |                              | tập 15, 20, 29 |
| Tuyên Huyên                        | Mê hồn trận (迷魂陣)                              |                              | tập 15         |
| Âu Dương Chấn Hoa, Trương Đạt Minh | Unknown song                                      |                              | tập 17         |
| Hạ Thiều Thanh                     | Unknown song                                      |                              | tập 22, 24     |
| Lâm Hiểu Phong                     | Unknown song                                      |                              | tập 22         |
| Âu Dương Chấn Hoa                  | 誓要入刀山                                        | Từ Tiểu Phụng                | Tập 27         |

## Thành tích
- Top 10 phim có rating cao nhất 1997: Hạng 7 (31 điểm)